# Päpstliche Universität Xaveriana
Die Päpstliche Universität Xaveriana (spanisch Pontificia Universidad Javeriana, kurz: PUJ) ist eine kolumbianische Universität und mit Gründung 1623 eine der ältesten in Südamerika. Standorte sind Bogotá (Sitz) und Cali.

## Geschichte
Die nach Franz Xaver benannte und von der Gesellschaft Jesu geführte private Universität wurde 1604 in Santafé de Bogotá gegründet. 1623 erfolgte die erzbischöfliche Anerkennung. 1767 musste die jesuitische Hochschule geschlossen werden. 1930 wurde sie unter Papst Pius XI. wiedereröffnet.
Es ist eine von 31 Universitäten auf dem südamerikanischen Kontinent, die von der Jesuitenorganisation „Friends of Jesus“ geleitet werden.

## Hochschule
An 18 Schulen und Fakultäten sind 62 Abteilungen und 14 Institute mit fast 200 Studienprogrammen eingerichtet, an denen über 18.000 Studenten in Bachelor-/Masterstudiengängen eingeschrieben sind sowie gut 4.000 Studenten in postgradualen Studiengängen.

## Fakultäten
- Architektur und Design
- Künste
- Naturwissenschaften
- Wirtschaftswissenschaften
- Rechtswissenschaften
- Politikwissenschaften und Internationale Beziehungen
- Sozialwissenschaften
- Kommunikations und Informationswissenschaften
- Kanonisches Recht
- Erziehungswissenschaften
- Umweltwissenschaften
- Pflegewissenschaften
- Philosophie
- Ingenieurwissenschaften
- Medizin
- Zahnmedizin
- Psychologie
- Theologie